# Attílio Bernardini
Attílio Bernardini (São Paulo 28 de Agosto 1888 - São Vicente 23 de Março 1975) foi um guitarrista e compositor brasileiro

## História
Attílio Bernardini nasceu em Tietê,filho de imigrantes italianos, começando seus estudos musicais aos 11 anos tocando bandolim, passando para o violão aos 15 anos. Aos 18 começou a estudar violino com o professor Camilio Sangiovanni. Estudou também contrabaixo porém nunca deixou o estudo ao violão já que considerava como o mais expressivo dos instrumentos.
Em 1917 Bernardini ingressou no Conservatório Dramático e Musical de São Paulo com bolsa de composição, estudando então com os maestros Savino De Benedictis e Cantú. Nesse mesmo ano assiste o concerto de Josefina Robledo e, a partir daí, dedica-se mais ao estudo do violão e da harmonia. Ao mesmo tempo as análises que realizava das composições e transcrições de Tárrega, possibilitaram-lhe solucionar todos os possíveis problemas metodológicos sobre o violão.
Iniciou sua carreira como professor em 1924, Suas principais obras são: Cacique, à Beira Mar, Choro nº 1, Mágoas, Violeta, Estudo Rítmico, Conto Oriental, Ilusão, Noites de Espanha, entre outras. Elaborou também um álbum de composições intitulado Lições Preparatórias para violão e métodos práticos para violão e bandolim. Entre suas transcrições estão Prelúdio nº 7 de Chopin, Minueto de Francisco Mignone, Hino Nacional Brasileiro, Olhos Negros além de inúmeras valsas, choros e outras obras.
Abandonando a carreira de concertista, dedicou-se totalmente ao ensino e à composição.
Entre seus alunos mais importantes estão Aníbal Augusto Sardinha, o Garoto, José Alves da Silva, o Aymoré, Edgar de Mello, Ivo de Araújo, Oscar Guerra, Alfredo Scupinari e Ronoel Simões.
Bernardini faleceu em 23 de março de 1975, na cidade de São Vicente, estado de São Paulo.

## Composições
A lista de trabalho é baseada na compilação de Vincenzo Pocci:
1. Amisade (Valsa)
2. Beira-Mar (Valsa), 1942
3. Bobagem (Chôro)
4. Cacique (Tango Brasileiro), 1942
5. Chôro No. 1, 1942
6. Cinco Peças Fáceis („Fünf leichte Stücke“, Album No. 1 und Album No. 2, ca. 1942)
7. Conto Oriental No. 1, ca. 1940–1949
8. Cruzeiro
9. Dança dos Tangarás
10. Dueto Mozartino
11. Edith (Gavota-Camargo)
12. Estudio em Mi (unveröffentlicht, 1939)
13. Estudio ritmico No. 5
14. Ilusão (Valsa Brasileira)
15. Irma (Valsa), 1945
16. Jota Aragonesa, 1942
17. Mágoas (Valsa), 1942
18. Na Praia (Valsa), 1970
19. Noites de Espanha (Serenata), 1942
20. Olhos Negros (Aria Russa), 1942
21. Pra Você (Chôro)
22. Preludio No. 8 (unveröffentlicht)
23. Renuncia (Mazurka), ca. 1940–1949
24. Veneração (Trêmulo), 1970
25. Violeta (Valsa Brasileira), 1942

## Arranjos para guitarra
1. Reverie, Op. 15, Nr. 7 de Robert Schumann, 1942
2. Cruzeiro (Maxixe) de Theotonio Corrêa

## Livros
1. Lições Preparatórias: A Nova Técnica do Violão – Escola de Tárrega. Sao Paulo: Irmãos Vitale, ISBN 85-7407-145-5
2. Método Prático para Violão. Contendo as tonalidades em diferentes posiçones e uma serie de modulaçones nas mesmas. Aut. Prod. Attilio Bernardini. 1.A Edição. Editores Tranquillo Giannini S.A.